# جون كاساي
جون كاساي (باليابانية: 葛西純؛ بالكانا: かさい じゅん) هو مصارع محترف ياباني، ولد في 9 سبتمبر 1974 في هوكايدو في اليابان.

## روابط خارجية
- جون كاساي على موقع CageMatch worker (الإنجليزية)
- جون كاساي على موقع قاعدة بيانات المصارعة على الإنترنت (الإنجليزية)